# Фастовецька сільська рада
Фастове́цька сільська́ ра́да — адміністративно-територіальна одиниця та орган місцевого самоврядування в Бахмацькому районі Чернігівської області. Адміністративний центр — село Фастівці.

## Населені пункти
Сільській раді підпорядковані населені пункти:
- с. Фастівці
- с. Безпечне
- с. Грушівка
- с. Перше Травня
- с. Вишневе
- с. Шевченка

## Загальні відомості
- Територія ради: 77,868 км²
- Населення ради: 974 особи (станом на 1 січня 2012 року)

Станом на 01.01.2012 року по сільській раді налічується всього 397 домогосподарств, з них 322 — по с. Фастовці, 25 — по с. Перше травня, 21 — по с. Вишневе, 17- по с. Безпечне, 4 — по с. Шевченка, 8 — по с. Грушівка.

## Населення
Населення сільради — 974 особи (2012). З них в розрізі по населених пунктах: с. Фастовці — 811 осіб, с. Перше Травня — 62 особи, с. Вишневе — 39 осіб, с. Безпечне — 33 особи, с. Шевченка — 9 осіб, с. Грушівка — 20 осіб.

## Господарство
На території сільської ради функціонують: загальноосвітня школа І-ІІІ ст., стаціонарне відділення Бахмацького територіального центру, лікарська амбулаторія, сільський клуб з бібліотекою, відділення зв'язку, Свято-Успенська церква та 8 торгових точок різних форм власності.
Населені пункти сільської ради не газифіковані. Центральні вулиці з твердим покриттям.

## Історія
Сільська рада створена у ХІХ ст.
Нинішня сільська рада є однією 20-ти сільських рад Бахмацького району і одна з чотирьох, яка складається з шести населених пунктів.

## Склад ради
Рада складається з 16 депутатів та голови.
- Голова ради: Карпенко Інна Петрівна

### Керівний склад попередніх скликань
| Прізвище, ім'я, по батькові   | Основні відомості                                                         | Дата обрання | Дата звільнення |
| ----------------------------- | ------------------------------------------------------------------------- | ------------ | --------------- |
| Павлюченко Віталій Михайлович | Сільський голова, 1947 року народження                                    | 26.03.2006   | 01.02.2010      |
| Карпенко Інна Петрівна        | Сільський голова, 1980 року народження, освіта вища, позапартійна         | 20.06.2010   | 31.10.2010      |
| Карпенко Інна Петрівна        | Сільський голова, 1980 року народження, освіта вища, член Партії регіонів | 31.10.2010   |                 |

Примітка: таблиця складена за даними сайту Верховної Ради України

### Депутати
За результатами місцевих виборів 2010 року депутатами ради стали:

#### За суб'єктами висування
| Суб'єкт висування                                       | Кількість обраних депутатів | %    |
| ------------------------------------------------------- | --------------------------- | ---- |
| Партія регіонів                                         | 8                           | 50   |
| Самовисування                                           | 5                           | 31,3 |
| Політична партія Всеукраїнське об'єднання «Батьківщина» | 2                           | 12,5 |
| Єдиний Центр                                            | 1                           | 6,3  |

#### За округами
| № округу                                                | Прізвище, ім'я, по батькові       | Дата визнання обраним | Освіта  | Партійна приналежність             | Відомості про обраного депутата                      |
| ------------------------------------------------------- | --------------------------------- | --------------------- | ------- | ---------------------------------- | ---------------------------------------------------- |
| Єдиний Центр                                            |                                   |                       |         |                                    |                                                      |
| 12                                                      | Худенко Людмила Дмитрівна         | 01.11.2010            | вища    | позапартійна                       | Фастовецька дільнична лікарня, фельдшер              |
| Партія регіонів                                         |                                   |                       |         |                                    |                                                      |
| 1                                                       | Бабенко Василь Іванович           | 01.11.2010            | вища    | позапартійний                      | ФГ «Булах В. М.», зав.відділом                       |
| 3                                                       | Гордієнко Ірина Олександрівна     | 01.11.2010            | вища    | член Партії регіонів               | пенсіонер                                            |
| 4                                                       | Бур'ян Віра Олександрівна         | 01.11.2010            | вища    | позапартійна                       | Фастовецька дільнична лікарня, бухгалтер             |
| 5                                                       | Ярчук Ольга Петрівна              | 01.11.2010            | середня | позапартійна                       | Магазин «Продтовари», продавець                      |
| 10                                                      | Близнюк Анатолій Васильович       | 01.11.2010            | середня | позапартійний                      | тимчасово не працює                                  |
| 13                                                      | Сіденко Валентина Миколаївна      | 01.11.2010            | середня | позапартійна                       | Магазин"Продтовари", продавець                       |
| 14                                                      | Сурай Лілія Іванівна              | 01.11.2010            | середня | позапартійна                       | Варварівське відділення зв'язку, завідувачка         |
| 15                                                      | Шкребко Лідія Казимирівна         | 01.11.2010            | вища    | позапартійна                       | Безпечинськифельдшерський пункт, завідувачка         |
| Політична партія Всеукраїнське об'єднання «Батьківщина» |                                   |                       |         |                                    |                                                      |
| 9                                                       | Андруша Наталія Володимирівна     | 01.11.2010            | вища    | позапартійна                       | Молокоприймальний пункт, приймальник                 |
| 16                                                      | Вовкогон Юрій Прокопович          | 01.11.2010            | вища    | позапартійний                      | тимчасово не працює                                  |
| Самовисування                                           |                                   |                       |         |                                    |                                                      |
| 2                                                       | Міткаленко Олександр Васильович   | 01.11.2010            | вища    | член Комуністичної партії України  | тимчасово не працює                                  |
| 6                                                       | Грушка Віра Григорівна            | 01.11.2010            | вища    | позапартійна                       | Фастовецька сільська рада, головний бухгалтер        |
| 7                                                       | Галапац Микола Олексійович        | 01.11.2010            | середня | член Соціалістичної партії України | Бахмацький «Агроліс», лісник                         |
| 8                                                       | Красноголов Наталія Володимирівна | 01.11.2010            | вища    | позапартійна                       | Фастовецька загальноосвітня школа І-ІІІ ст., вчитель |
| 11                                                      | Сіденко Інна Григорівна           | 01.11.2010            | вища    | позапартійна                       | Фастовецька дільнична лікарня, фельдшер              |